# Scilla forbesii
Scilla forbesii là một loài thực vật có hoa trong họ Măng tây. Loài này được (Baker) Speta miêu tả khoa học đầu tiên năm 1976.

## Hình ảnh

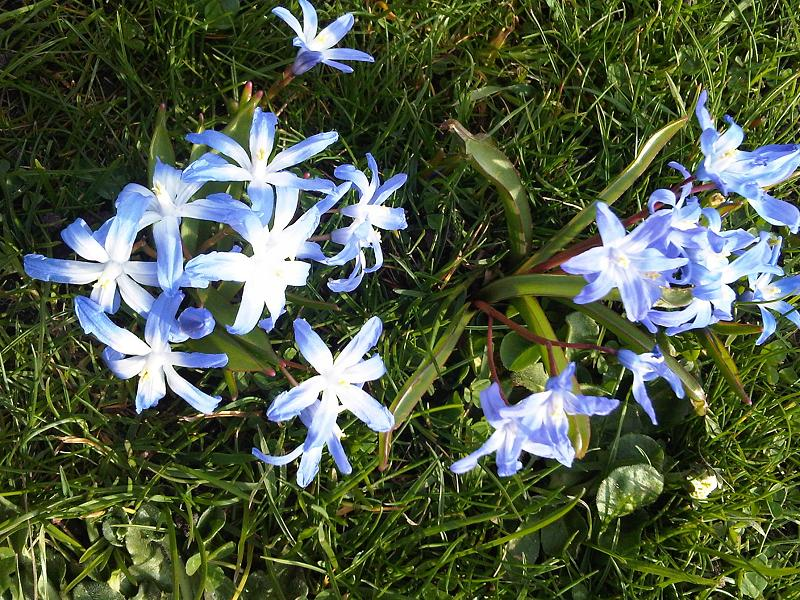
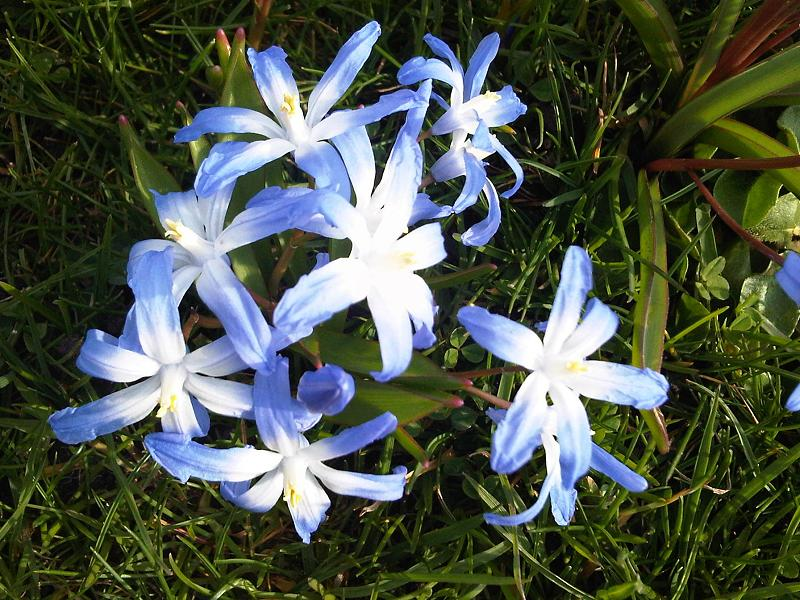
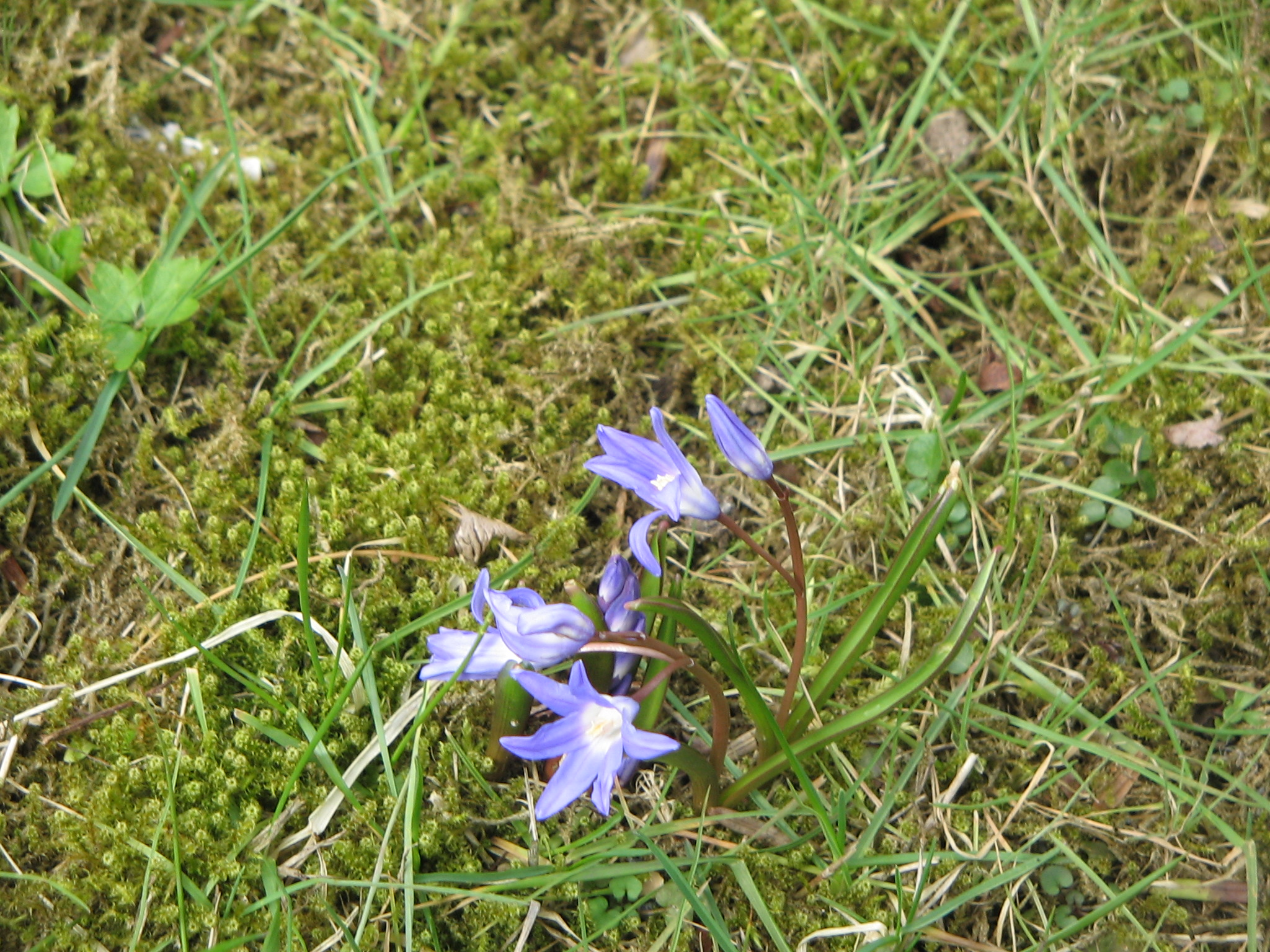
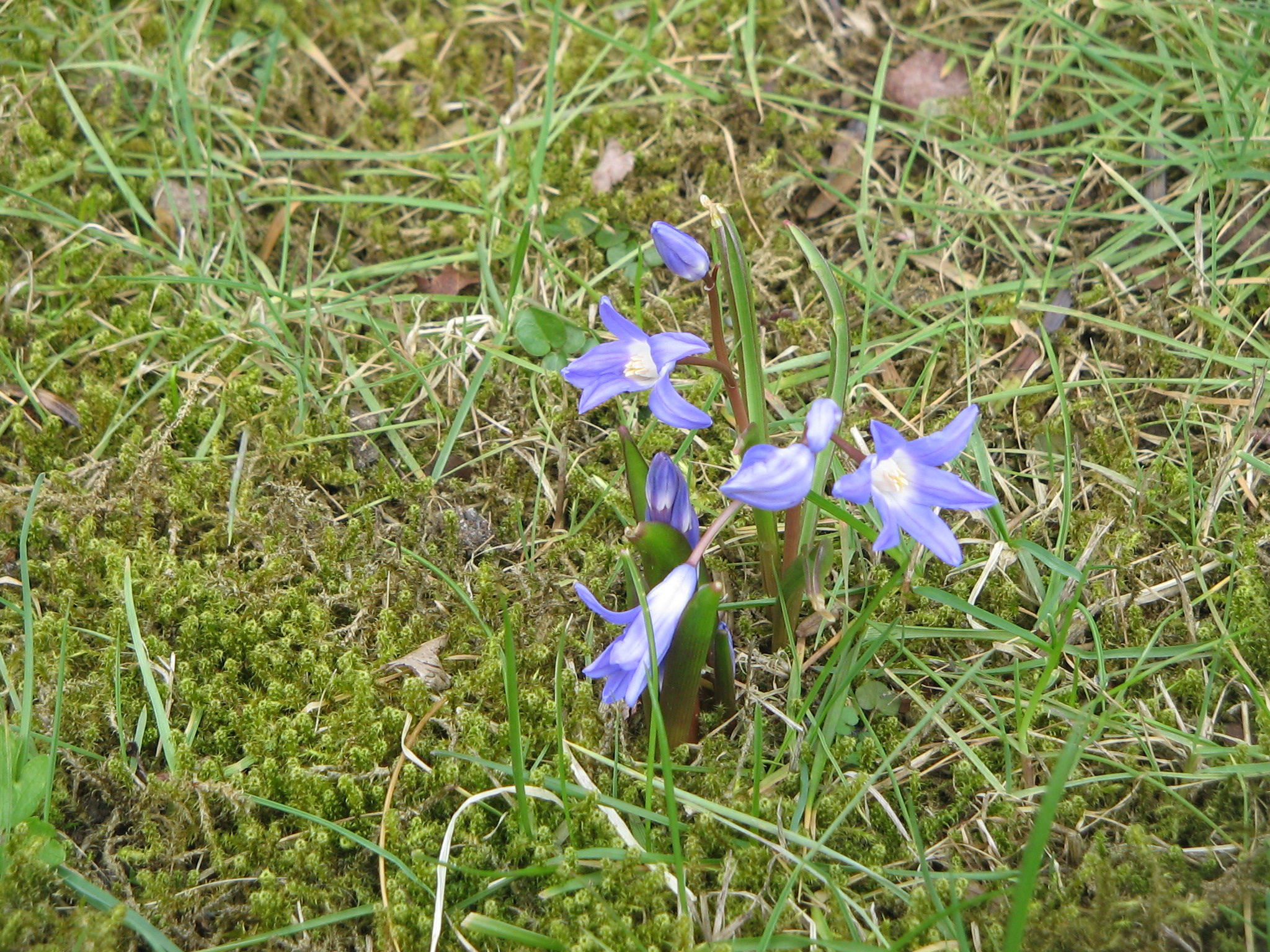